# Wahlkreis Vogtland 4
Der Wahlkreis Vogtland 4 (Wahlkreis 4) war bis zur Neuordnung der Wahlkreise 2023 ein Landtagswahlkreis in Sachsen. Er umfasste die Städte Elsterberg, Lengenfeld, Mylau, Netzschkau, Reichenbach im Vogtland, Rodewisch und die Gemeinden Heinsdorfergrund, Limbach, Neumark, Pöhl, Steinberg im Vogtlandkreis. Wahlberechtigt waren bei der letzten Landtagswahl 2019 45.150 Einwohner.
Zu den Wahlen 2004 und 2009 trug der Wahlkreis den Namen „Wahlkreis Vogtland 3“. Zur Landtagswahl 2014 wurde der Name geändert: der ehemalige Wahlkreis Plauen wurde zum „Wahlkreis Vogtland 1“, der ehemalige Wahlkreis Vogtland 1 zum neuen „Wahlkreis Vogtland 2“, der ehemalige Wahlkreis Vogtland 2 zum neuen „Wahlkreis Vogtland 3“ und der Wahlkreis Vogtland 3 zum neuen „Wahlkreis Vogtland 4“.
Durch den Verlust eines Wahlkreises im Vogtlandkreis wurden die Wahlkreise zur Landtagswahl 2024 komplett neu zugeschnitten. Der bisherige Wahlkreis Vogtland 4 entfiel folglich. Sein Gebiet wurde auf die neu zugeschnittenen Wahlkreise Vogtland 2 und Vogtland 3 verteilt. 

## Wahl 2019
Vorläufiges Ergebnis der Landtagswahl am 1. September 2019 im Wahlkreis 04 – Vogtland 4:
(Ergebnisse in Prozent)
| Direktkandidat        | Partei               | Direktstimmen | Listenstimmen |
| --------------------- | -------------------- | ------------- | ------------- |
| Stephan Hösl          | CDU                  | 38,2          | 37,3          |
| Lars Legath           | Die Linke            | 11,6          | 10,7          |
| Siegfried Kost        | SPD                  | 7,3           | 8,4           |
| Rico Weller           | AfD                  | 26,5          | 26,4          |
| Manja Tröger          | GRÜNE                | 6,0           | 4,9           |
| –                     | NPD                  | –             | 0,4           |
| Andreas Bretschneider | FDP                  | 4,6           | 3,7           |
| Cathleen Martin       | Freie Wähler         | 5,8           | 2,8           |
| –                     | Tierschutz           | –             | 2,1           |
| –                     | Piraten              | –             | 0,3           |
| –                     | Die PARTEI           | –             | 1,2           |
| –                     | BüSo                 | –             | 0,0           |
| –                     | ADPM                 | –             | 0,2           |
| –                     | Blaue Partei         | –             | 0,3           |
| –                     | KPD                  | –             | 0,1           |
| –                     | ÖDP                  | –             | 0,3           |
| –                     | Die Humanisten       | –             | 0,1           |
| –                     | PDV                  | –             | 0,1           |
| –                     | Gesundheitsforschung | –             | 0,6           |

| Wahlberechtigte | 45.150 |
| Wahlbeteiligung | 62,2 % |

## Wahl 2014
| Amtliches Endergebnis der Landtagswahl am 31. August 2014 in Sachsen im Wahlkreis 004 Vogtland 4 (Ergebnisse in Prozent) |

| Direktkandidat     | Partei                | Erststimmen in % | Zweitstimmen in % |
| ------------------ | --------------------- | ---------------- | ----------------- |
| Stephan Hösl       | CDU                   | 36,5             | 41,2              |
| Henry Ruß          | Die Linke             | 19,1             | 18,4              |
| Nicole Schwab      | SPD                   | 13,4             | 12,4              |
| Sandro Bauroth     | FDP                   | 2,8              | 3,2               |
| Dieter Rappenhöner | Bündnis 90/Die Grünen | 3,6              | 2,8               |
| -                  | NPD                   | 4,5              | 4,4               |
| -                  | Tierschutz            | -                | 1,0               |
| -                  | PIRATEN               | 0,9              | 0,6               |
| -                  | BüSo                  | -                | 0,1               |
| -                  | DSU                   | -                | 0,4               |
| Gunter Wild        | AfD                   | 10,4             | 10,5              |
| -                  | pro Deutschland       | -                | 0,2               |
| -                  | FREIE WÄHLER          | -                | 0,8               |
| -                  | DIE PARTEI            | -                | 0,3               |

## Wahl 2009
| Amtliches Endergebnis der Landtagswahl am 30. August 2009 in Sachsen im Wahlkreis 004 Vogtland 3 (Ergebnisse in Prozent) |

| Direktkandidat   | Partei          | Erststimmen in % | Zweitstimmen in % |
| ---------------- | --------------- | ---------------- | ----------------- |
| Alfons Kienzle   | CDU             | 32,3             | 41,4              |
| Henry Ruß        | Die Linke       | 21,4             | 21,6              |
| Andreas Oberlein | SPD             | 11,9             | 11,5              |
| Steffen Schmidt  | NPD             | 4,5              | 4,3               |
| Dieter Käppel    | FDP             | 21,8             | 10,6              |
| Volker Liskowsky | GRÜNE           | 8,0              | 4,5               |
| -                | Tierschutz      | -                | 1,9               |
| -                | PBC             | -                | 0,8               |
| -                | BüSo            | -                | 0,1               |
| -                | DSU             | -                | 0,3               |
| -                | REP             | -                | 0,2               |
| -                | Freie Sachsen   | -                | 1,2               |
| -                | FP Deutschlands | -                | 0,1               |
| -                | Humanwirtschaft | -                | 0,1               |
| -                | Piraten         | -                | 1,2               |
| -                | SVP             | -                | 0,2               |

## Wahl 2004
Die Landtagswahl 2004 hatte folgendes Ergebnis:
| Direktkandidat   | Partei     | Erststimmen in % | Zweitstimmen in % |
| ---------------- | ---------- | ---------------- | ----------------- |
| Alfons Kienzle   | CDU        | 30,5             | 39,8              |
| Thomas Höllrich  | PDS        | 24,7             | 24,0              |
| Christoph Huster | SPD        | 8,6              | 10,9              |
| Volker Liskowsky | GRÜNE      | 5,4              | 3,2               |
| -                | NPD        | -                | 8,3               |
| Dieter Käppel    | FDP        | 24,9             | 8,3               |
| Günter Schädlich | DSU        | 5,8              | 1,8               |
| -                | PBC        | -                | 0,9               |
| -                | GRAUE      | -                | 0,6               |
| -                | BüSo       | -                | 0,2               |
| -                | AUFBRUCH   | -                | 0,4               |
| -                | DGG        | -                | 0,3               |
| -                | Tierschutz | -                | 1,2               |